# Olle Strandberg (författare)
Olof "Olle" Georg Strandberg, född 4 december 1910 i Stockholm, död 13 oktober 1956, var en svensk journalist, författare och litteraturvetare. 

## Biografi
Strandberg disputerade 1942 i litteraturhistoria vid Stockholms högskola på avhandlingen Urban Hiärnes ungdom och diktning. Året därpå utkom hans pekoralantologi Pegas på villovägar, som har blivit en klassiker och tryckts i många upplagor. Under flera år var han medarbetare i Vecko-Journalen.
Han drunknade då han den 13 oktober 1956 dök för att göra ett reportage om Riksäpplet, ett skeppsvrak från 1600-talet som ligger utanför Dalarö skans.
Författaren Stig Larsson hyllade Strandberg postumt i Dagens Nyheter 2012.

### Familj
Strandberg var son till professor James Strandberg och Märta Johansson, och sonson till Georg Strandberg, som var syssling till C.V.A. Strandberg.
Han var först gift med Inez Brink, och efter deras skilsmässa och till sin död med Majken Torkeli. I första äktenskapet hade han sonen Olle Strandberg.